# Меглинка (приток Сычевки)
Меглинка — река в России, протекает в Демянском районе Новгородской области. Направление течения — на северо-запад. Устье реки находится в 11 км по левому берегу реки Сычевка к западу от деревни Игожево Жирковского сельского поселения (бывшего Тарасовского сельского поселения). На реке в месте пересечения с дорогой Демянск — Марёво стоит деревня Меглино того же поселения. Длина реки составляет 16 км.
Слева в Меглинку впадает приток Красота. Ниже справа впадает Солёный, а слева Чёрный.
Система водного объекта: Сычевка → Ладомирка → Пола → Ильмень → Волхов → Ладожское озеро → Нева → Балтийское море.

## Данные водного реестра
По данным государственного водного реестра России относится к Балтийскому бассейновому округу, водохозяйственный участок реки — Ловать и Пола, речной подбассейн реки — Волхов. Относится к речному бассейну реки Нева (включая бассейны рек Онежского и Ладожского озера).
Код объекта в государственном водном реестре — 01040200312102000022080.